# 양형위원회
양형위원회(量刑委員會)는 형을 정할 때 국민의 건전한 상식을 반영하고 국민이 신뢰할 수 있는 공정하고 객관적인 양형을 실현하기 위하여 설치된 대한민국 대법원 소속 위원회이다. 위원회 회의에서는 법관이 형을 정함에 있어 참고할 수 있는 구체적이고 객관적인 양형기준을 설정하거나 변경하고, 이와 관련된 양형정책을 연구·심의한다.

## 설치 근거
- 법원조직법 제81조의 2

## 구성

### 위원장(1명)
위원장은 15년 이상 다음 각 호의 직에 있던 사람 중에서 대법원장이 임명하거나 위촉한다.
1. 판사, 검사, 변호사
2. 국가, 지방자치단체, 국영ㆍ공영기업체, 「공공기관의 운영에 관한 법률」 제4조에 따른 공공기관, 그 밖의 법인에서 법률에 관한 사무에 종사한 사람
3. 공인된 대학의 법학 조교수 이상의 교수

### 위원(13명)
위원회의 위원은 다음 각 호의 사람을 대법원장이 임명하거나 위촉한다.
1. 법관 4명
2. 법무부장관이 추천하는 검사 2명
3. 대한변호사협회장이 추천하는 변호사 2명
4. 법학 교수 2명
5. 학식과 경험이 있는 사람 2명

## 기수별 설정 범죄군 및 수정대상 범죄군
각 기수별 새로이 설정된 범죄군 및 수정된 범죄군 목록은 아래와 같다.
| 기수  | 기간                    | 위원장 | 설정 범죄군 | 설정된 범죄군 수 | 수정대상 범죄군                                                             | 수정대상 범죄군 수 |
| ----- | ----------------------- | ------ | --- | ---------------- | --------------------------------------------------------------------------- | ------------------ |
| 1기   | (2007.4.27.~2009.4.26.) | 김석수 | 살인, 뇌물, 성범죄, 강도, 횡령·배임, 위증, 무고범죄                                                                      | 7                | -                                                                           | -                  |
| 2기   | (2009.4.27.~2011.4.26.) | 이규홍 | 약취·유인, 사기, 절도, 공문서, 사문서, 공무집행방해, 식품·보건, 마약범죄                                                 | 8                | 살인, 성범죄, 강도범죄                                                      | 3                  |
| 3기   | (2011.4.27.~2013.4.26.) | 이기수 | 증권·금융, 지식재산권, 폭력, 교통, 선거, 조세, 공갈, 방화범죄                                                            | 8                | 살인, 성범죄                                                                | 2                  |
| 4기   | (2013.4.27.~2015.4.26.) | 전효숙 | 배임수증재, 변호사법위반, 성매매, 체포·감금·유기·학대, 장물, 권리행사방해, 업무방해, 손괴, 사행성·게임물                 | 9                | 약취·유인·인신매매, 마약, 식품·보건범죄                                     | 3                  |
| 5기   | (2015.4.27.~2017.4.26.) | 이진강 | 근로기준법위반, 석유사업법위반, 과실치사상범죄, 도주·범인은닉, 통화·유가증권·부정수표단속법위반, 대부업법·채권추심법위반 | 6                | 절도, 장물, 교통, 공무집행방해, 위증·증거인멸, 지식재산권범죄               | 6                  |
| 6기   | (2017.4.27.~2019.4.26.) | 정성진 | 명예훼손, 유사수신행위법위반, 전자금융거래법위반                                                                         | 3                | 폭력, 공갈, 체포·감금·유기·학대, 권리행사방해, 손괴, 약취·유인·인신매매범죄 | 6                  |
| 7~8기 | (2019.4.27.~2023.4.26.) | 김영란 | 디지털 성범죄, 주거침입범죄, 환경범죄, 군형법상 성범죄 (진행중)                                                          | 4 (진행중)       | 교통, 선거, 마약, 강도, 범죄군 전반에 걸친 합의 관련 양형인자 수정 (진행중) | 4 (진행중)         |
| 9기   | (2023.4.27.~ )          | 이상원 | |                  |                                                                             |                    |

## 같이 보기
- 미국 연방 양형 위원회 (en:United States Sentencing Commission)